# Хосефіна Ечанове
Хосефіна Ечанове (ісп. Josefina Echanove; 21 липня 1928, Нью-Йорк — 29 грудня 2020, Мехіко) — мексиканська акторка.

## Життєпис
Народилась 21 липня 1928 року у Нью-Йорку в родині мексиканця та американки, які, рятуючись від Великої депресії, скоро перебралися до міста Гуанахуато, столиці однойменного мексиканського штату. Захоплюючись творчістю Марти Грем, почала вивчати хореографію в Університеті Гуанахуато. Потім перебралася до Мехіко, де вивчала журналістику, одночасно працюючи моделлю та продовжуючи займатися танцями.
В кіно почала зніматися в середині 1970-х років, виконуючи в основному другорядні ролі в голлівудських та мексиканських фільмах. Знімалася у мексиканських теленовелах, найвідоміші з яких «Вовче лігво» (1986—1987), «Хазяйка» (1995) та «Рубі» (2004). Її фільмографія налічує понад 50 фільмів та телесеріалів.
Хосефіна Ечанове померла 29 грудня 2020 року в Мехіко у 92-річному віці.

## Особисте життя
1953 року акторка вступила у шлюб з адвокатом Алонсо Ечанове. У подружжя народились троє дітей: син Алонсо, актор, та дві дочки — Пеггі, журналістка, та Марія де лас Мерседес, співачка, відома під псевдонімом Марія дель Соль.

## Вибрана фільмографія
| Рік       |   | Українська назва                  | Оригінальна назва            | Роль                        |
| --------- | - | --------------------------------- | ---------------------------- | --------------------------- |
| 1976      | ф | Грибна людина                     | El hombre de los hongos      | Нана                        |
| 1978      | ф | Площа Пуерто-Санто                | La plaza de Puerto Santo     | Елена                       |
| 1982      | ф | Зниклий безвісти                  | Desaparesido                 | лікарка                     |
| 1983      | ф | Аматівілль 3                      | Amatyville 3                 | Долорес                     |
| 1986—1987 | с | Вовче лігво                       | Cuna de lobos                | Ельвія Сан-Герман де Нуньєс |
| 1989      | с | Будинок в кінці вулиці            | La casa al final de la calle | Марія                       |
| 1989      | ф | Старий грінго                     | Gringo viejo                 | Клементіна                  |
| 1991      | ф | Кабеса де Вака                    | Cabeza de Vaca               | Ансіана Ававар              |
| 1991—2001 | с | Жінка, випадки з реального життя  | Mujer, casos de la vida real | різні персонажі             |
| 1993—1994 | с | Валентина                         | Valentina                    | Еванхеліна                  |
| 1995      | с | Хазяйка                           | La dueña                     | Мартіна                     |
| 1996      | с | В полоні пристрасті               | Cañaveral de pasiones        | Ремедіос                    |
| 1997      | с | Одного разу в нас виростуть крила | Alguna vez tendremos alas    | Лусія Ламас                 |
| 1997      | ф | Пердіта Дуранго                   | Perdita Durango              | бабуся Ромео                |
| 2002      | с | Інша                              | La otra                      | Томаса Лопес                |
| 2004      | с | Рубі                              | Rubí                         | Панча Муньос                |
| 2004      | с | Мій гріх — у любові до тебе       | Amarte es mi pecado          | Даміана Мендіола            |
| 2008      | с | Завтра – це назавжди              | Mañana es para siempre       | Росенда                     |
| 2009—2010 | с | Дике серце                        | Corazón salvaje              | Кума Ла Бруха               |